# Jackson Guice
Jackson Guice, teilweise unter dem Pseudonym Butch Guice aktiv (* 27. Juni 1961; † 1. Mai 2025), war ein US-amerikanischer Comiczeichner.

## Leben und Arbeit
Guice war seit den 1980er Jahren als professioneller Comiczeichner tätig. Er zeichnete vor allem für die drei führenden US-amerikanischen Comicverlage DC-Comics, Marvel Comics und Dark Horse, für die er Serien wie Action Comics, Aquaman: Sword of Atlantis, Birds of Prey, The Flash, JLA:Classified, Resurrection Man und Supergirl (DC), Doctor Strange, Iron Man, New Mutants, Ultimate Origin und X-Factor (Marvel), sowie Terminator: End Game (Dark Horse) zeichnete. Hinzu kamen der graphische Roman Wonder Woman: The Once and Future Story von 1996 sowie Arbeiten an Serien wie Southern Knights, Eternal Warrior, X-O Manowar, Micronauts, Badger und Olympus.
Wenn Guice nicht unter seinem richtigen Namen arbeitete, firmierte er in den Credits der von ihm gezeichneten Geschichten gelegentlich unter dem Pseudonym Butch Guice.
Autoren, mit denen Guice besonders häufig zusammengearbeitet hatte, sind unter anderem Mike Baron, David Michelinie und vor allem Roger Stern.